# Vespasiano Bignami
Vespasiano Bignami (Cremona, 18 ottobre 1841 – Milano, 28 febbraio 1929) è stato un pittore, scrittore e poeta italiano.

## Biografia

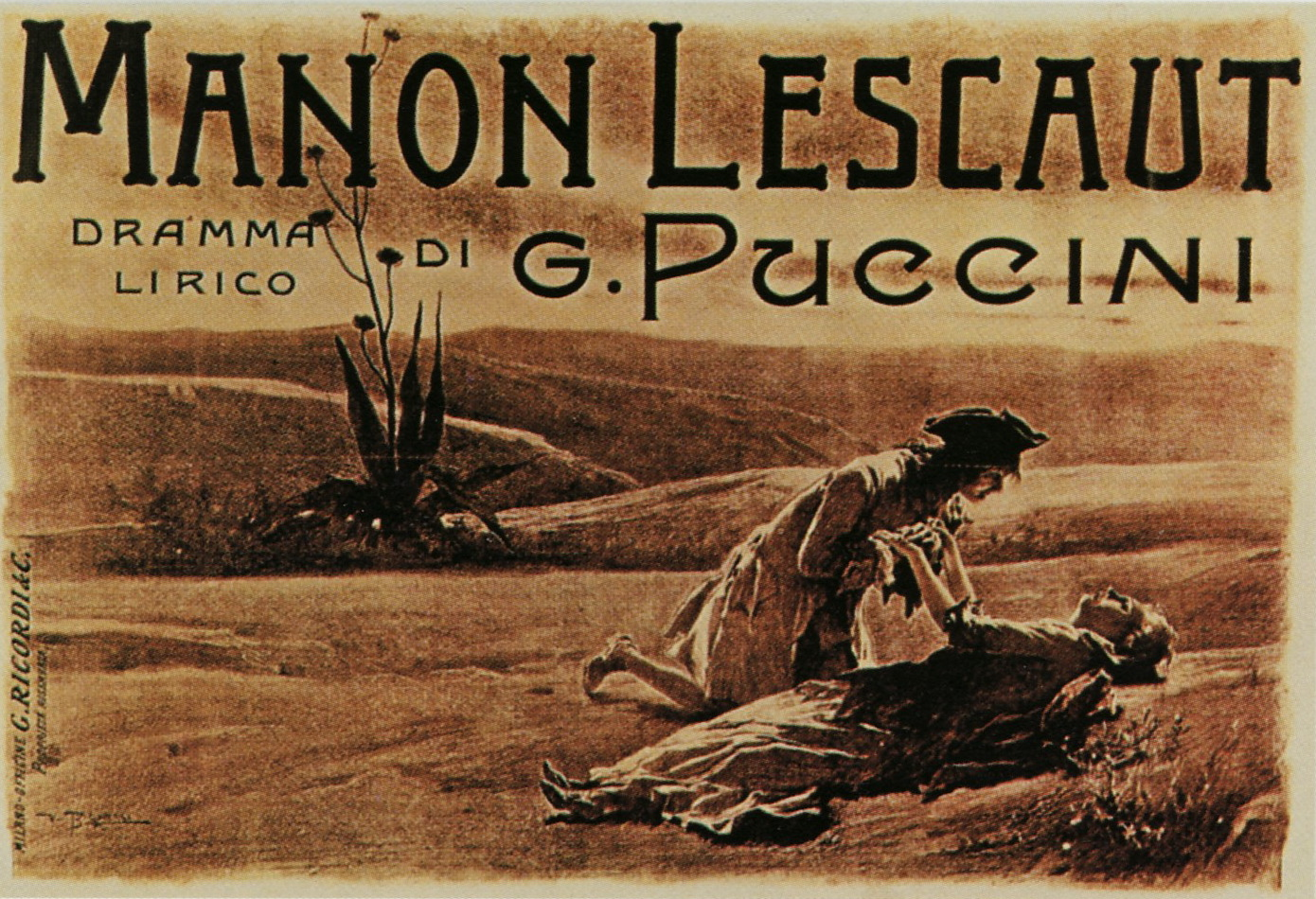
Cartolina incisa da Bignami e stampata da Ricordi, tratta dalla stessa locandina da lui realizzata per la rappresentazione della Manon Lescaut (1893) al Teatro alla Scala

Nato a Cremona da Teresa Fiocchi e dal violinista e professore d'orchestra Giacomo, che nel 1849 si trasferiscono a Milano, si forma a partire dal 1852 presso l'Accademia delle Belle Arti di Bergamo sotto la guida del neoclassicista Enrico Scuri.
Nel 1862, dopo aver ottenuto il premio della Scuola di Pittura con Un filosofo è a Milano dove lavora (firmandosi con il diminutivo Vespa) con Giulio Gorra, Tranquillo Cremona e Filippo Carcano come caricaturista e illustratore di riviste satiriche come Uomo di pietra e Spirito Folletto, che utilizza come strumento per esprimere dissenso nei confronti del Governo.

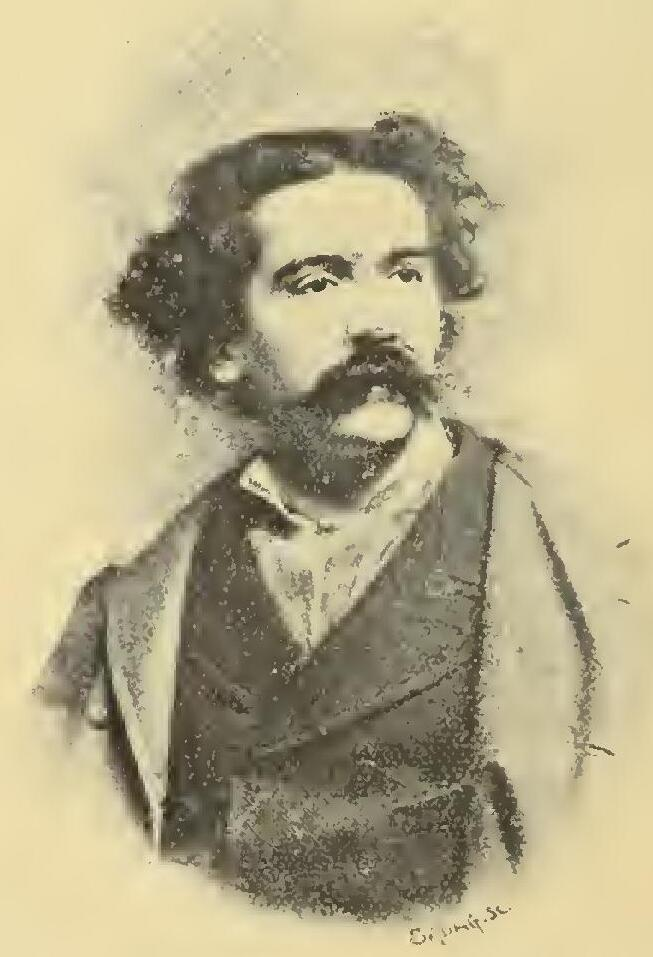
Vespasiano Bignami

Nel 1864 partecipa all'Esposizione della Promotrice di Torino con Sola!!.., nel 1869 ottiene il Premio Mylius bandito dall'Accademia di Brera per la tela Lezioni di botanica e ottiene i primi successi della critica per l'ironico Il condannato a morte.
Nel 1873 è tra i fondatori della Famiglia Artistica Milanese, associazione nata con lo scopo di agevolare interazioni tra artisti e intellettuali di differente genere ed estrazione (fra i quali l'amico Amilcare Ponchielli), attorno alla quale orbitano i pittori che danno luogo al movimento della Scapigliatura, cui Bignami aderisce.
Nello stesso anno, rimane vedovo: nel 1914 si sposa in seconde nozze con la scrittrice Bice Bruno Sperani.
Nel 1875 pubblica i primi carmi in dialetto milanese Esule, Il ritorno dell'Esule e La portinara, poesie dove affronta con il suo spiccato umorismo significativi temi sociali.
Nel 1881 il suo Vecchia Strada di Maggianico viene acquistato dalla Galleria di Arte Moderna di Milano: nello stesso anno, partecipa alla Esposizione di Brera con Una via campestre e con la Famiglia Artistica figura tra gli organizzatori della mostra satirica Indisposizione artistica, dove sono presenti diversi artisti appartenenti alla Scapigliatura.
Nel 1885 partecipa all'Esposizione dell'Accademia di Brera con Testa che guarda, Autunno mesto e Concerto di beneficenza; l'anno successivo assume la Direzione artistica del Pio Istituto dei Rachitici, istituzione fondata dal medico Gaetano Pini per la cura e la scolarizzazione dei bambini affetti da rachitismo.
Nel 1889 viene nominato consigliere comunale di Milano e nel 1893 viene nominato Professore di figura presso l'Accademia delle Belle Arti di Brera, incarico che mantiene fino al 1921: tra gli allievi si annoverano Giuseppe Amisani, Carlo Bazzi, Cesara Mottironi, Umberto Lilloni, Ambrogio Antonio Alciati, Luigi Mantovani, Giuseppe Maggi e Giovanni Barrella.
Nel 1894 conquista la sua ultima medaglia d'oro alla Terza Esposizione Internazionale d'Arte di Vienna per La Madre del Redentore.
Muore a Milano il 28 febbraio del 1929.
Il fratello Pompeo (deceduto nel 1916) è anch'egli professore d'orchestra e violinista, così come lo zio Carlo, molto apprezzato da Niccolò Paganini.
Il Fondo Bignami, che comprende diari, bozzetti, giudizi critici e testi di conferenze ordinati in 29 volumi divisi per materia, è stato donato al Comune di Milano da Carlo Bozzi ed è conservato nella Biblioteca d’Arte; rappresenta un'importante fonte di informazioni sulla vita artistica e culturale milanese a cavallo tra i due secoli.

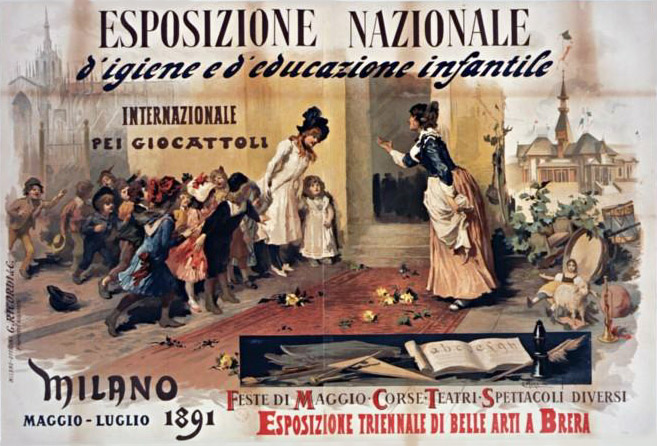
Cartolina di Bignami del 1891 per la Triennale di Brera

## Stile
Bignami è annoverato tra i protagonisti più versatili della vita culturale milanese di fine Ottocento e viene ricordato per la 
fondazione della Famiglia Artistica Milanese, associazione che contribuisce allo sviluppo di un contesto intellettualmente vivace e aperto al confronto tra più arti.
Apprezzato acquerellista, si dedica soprattutto al ritratto e alla pittura di genere, con uno stile derivato dalla tradizione pittorica lombarda dell'Ottocento e che si sposta sui temi stilistici propri della Scapigliatura.
Di rilievo anche l'attività di decoratore, con incarichi in teatri e palazzi tra Londra, Bruxelles, Montevideo e Buenos Aires.

## Opere principali
- Filosofo (1862), olio su tela, Accademia Carrara, Bergamo[13];
- La lezione di botanica (1869), olio su tela, Accademia delle Belle Arti di Brera;
- Un condannato a morte (1869), olio su tela, Accademia delle Belle Arti di Brera;
- Sul cammino della vita (1870 circa), olio su tela, collezione privata;
- Ai giardini pubblici (1870 circa), olio su tela, collezione privata;
- Ortolana (1870 circa), olio su tela, collezione privata;
- La festa di San Giorgio (non datato), olio su tela, collezione privata;
- Le balie (non datato), olio su tela, collezione privata;
- L'assassino (non datato), olio su tela, collezione privata;
- Divertimenti alla Fiera di Porta Vittoria, Milano 1879 (1879), acquerello, Civiche Raccolte Storiche. Museo di Milano;
- Onesto rossore (1880), non datato, acquerello su carta, collezione privata;
- Ritratto del padre (1880), olio su tela, Galleria d'arte moderna Ricci Oddi di Piacenza;
- Ritratto di Ignazio Peregalli (1884), olio su tela, Raccolte d'arte dell'Ospedale Maggiore di Milano[14];
- Alla Canobbiana (Sabato Grasso) (1890), olio su tela, collezione Banco BPM, Milano;
- Ritratto di Francesco Osculati (1891), olio su tela, Raccolte d'arte dell'Ospedale Maggiore di Milano[15];
- La Madre del Redentore (1894), olio su tela, collezione privata;
- Ritratto di Amilcare Ponchielli (1906), Museo civico Ala Ponzone, Cremona;
- Ritratto di Achille Nebuloni (1911), olio su tela, Raccolte d'arte dell'Ospedale Maggiore di Milano[16];
- La pitonessa (non datato), olio su tela, collezione privata;
- Vecchia Strada di Maggianico (non datato), olio su tela, Galleria d'Arte Moderna di Milano;
- Il pollaio di Pierina (non datato), olio su tela, Galleria d'Arte Moderna di Milano;
- Autoritratto (non datato), olio su tela, Galleria d'Arte Moderna di Milano;

### Poesie
- La Portinara;
- La devozion de meneghin;
- L'esule.